# 黄沢 (明)
黄 沢（こう たく、生没年不詳）は、明代の官僚。本貫は福州府閩県。

## 生涯
1412年（永楽10年）、進士に及第した。河南左参政に抜擢された。南陽府に流民が多かったが、黄沢がかれらを慰撫して生業にもどさせた。のちに湖広左参政に転じた。1424年（永楽22年）、洪熙帝が即位すると、黄沢は入朝して時政について言上し、その意見の多くは採用された。
1425年（洪熙元年）、宣徳帝が即位して、臣下の意見を求める詔を下した。黄沢は言正心・恤民・敬天・納諫・練兵・重農・止貢献・明賞罰・遠嬖幸・汰冗官の十事を上疏した。1428年（宣徳3年）、黄沢は浙江布政使に抜擢された。平陽・麗水など7県の銀冶を廃止するよう言上した。黄沢は官において統治の実績があったが、怒って暴力を振るうことが多かった。塩運使の丁鎡が道を譲らなかったことから、黄沢は丁鎡を鞭打って、そのことが上奏された。また巡按御史の馬謹は黄沢が任期満了にあたって白金三千両を収奪したことを弾劾した。黄沢は逮捕されて獄に下された。1441年（正統6年）、官爵を剥奪されて民とされた。